# پاسسوو (براندنبورگ)
پاسسوو (به آلمانی: Passow) یک شهر در آلمان است که در یوکرمرک واقع شده‌است. پاسسوو ۱٬۶۷۲ نفر جمعیت دارد.